# Кулагин, Владимир Васильевич
Владимир Васильевич Кулагин (21 декабря 1934, Гари, Тейковский район, Ивановская Промышленная область — 17 октября 1973, Одесса, Украинская ССР) — советский футболист, нападающий, полузащитник. Тренер.
Начинал играть в команде чемпионата Украинской ССР «Спартак» Одесса в 1952 году. Играл в командах класса «Б» (1953—1962 — вторая по силе лига первенства СССР, 1963—1964 — третья) «Металлург» / «Пищевик» / «Черноморец» Одесса (1953—1960), СКА Одесса (1961—1962), «Локомотив» Винница (1963), «Урожай» Майкоп (1964).
Старший тренер «Урожая» в 1964 году и «Спартака» Орёл в 1969 году, до 16 мая.
Скончался в 1973 году в возрасте 38 лет.